# Igüeña
Igüeña ist eine Gemeinde mit 1.049 Einwohnern (Stand: 2024) im nordwestlichen Zentral-Spanien in der Provinz León in der Autonomen Gemeinschaft Kastilien-León. Die Gemeinde besteht neben dem Hauptort Igüeña aus den Ortschaften Almagarinos, Colinas del Campo de Martín Moro Toledano, Espina de Tremor, Los Montes de la Ermita, Pobladura de las Regueras, Quintana de Fuseros, Rodrigatos de las Regueras, Tremor de Arriba und der Wüstung Urdiales de Colinas.

## Geografie
Igüeña liegt etwa 80 Kilometer westnordwestlich von León in einer Höhe von ca. 915 m.

## Bevölkerungsentwicklung
| Jahr        | 1900 | 1950 | 1970 | 1981 | 1991 | 2001 | 2011 | 2021 |
| ----------- | ---- | ---- | ---- | ---- | ---- | ---- | ---- | ---- |
| Einwohner   | 981  | 2871 | 3551 | 2941 | 2464 | 1824 | 1364 | 1111 |
| Quelle: INE |      |      |      |      |      |      |      |      |

## Sehenswürdigkeiten
- Kirche von Pobladura de las Regueras
- Kirche von Colinas del Campo de Martin Moro Toledano
- Christuskapelle in Quintana de Fuseros

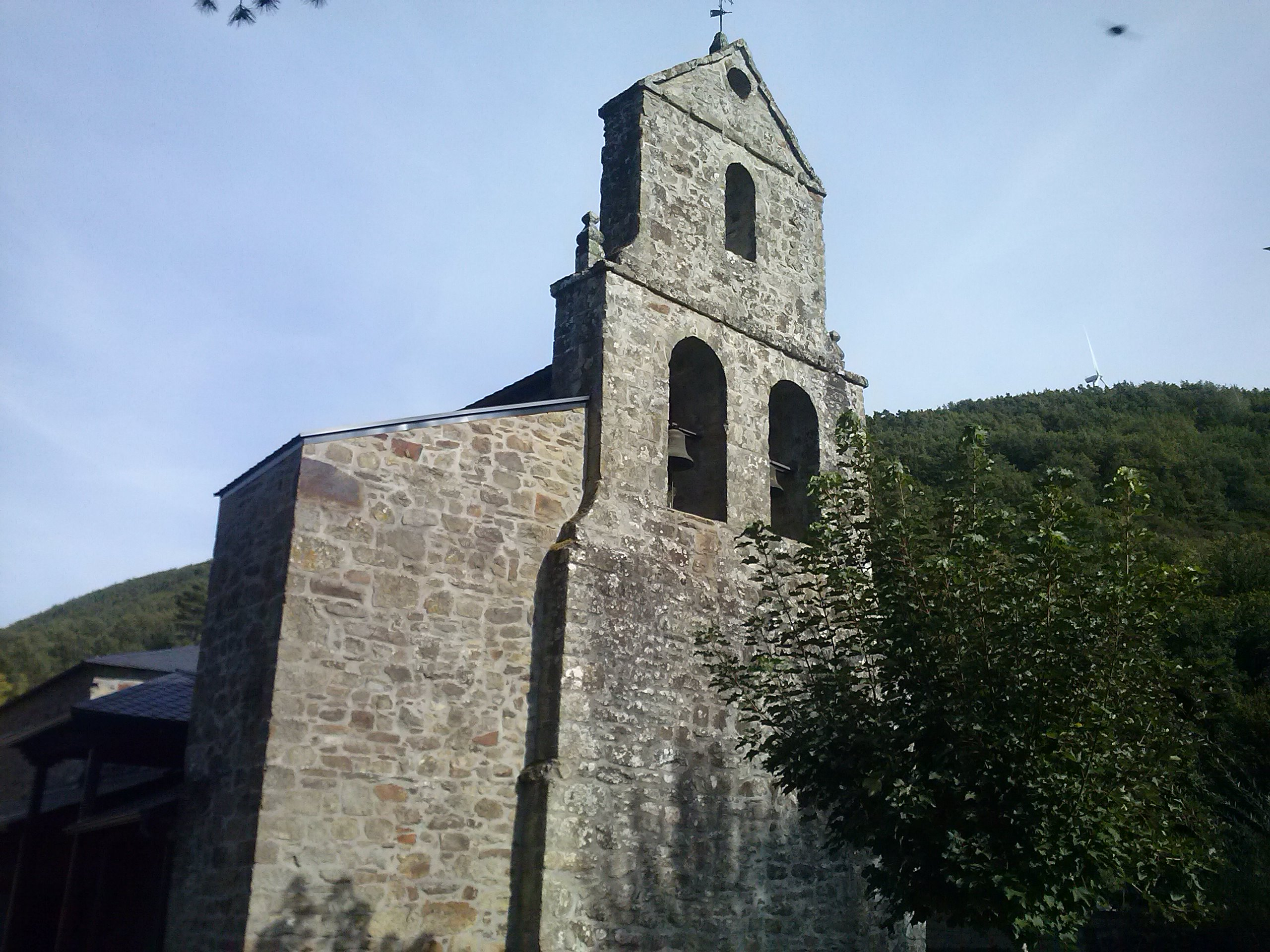
Kirche von Pobladura de las Regueras
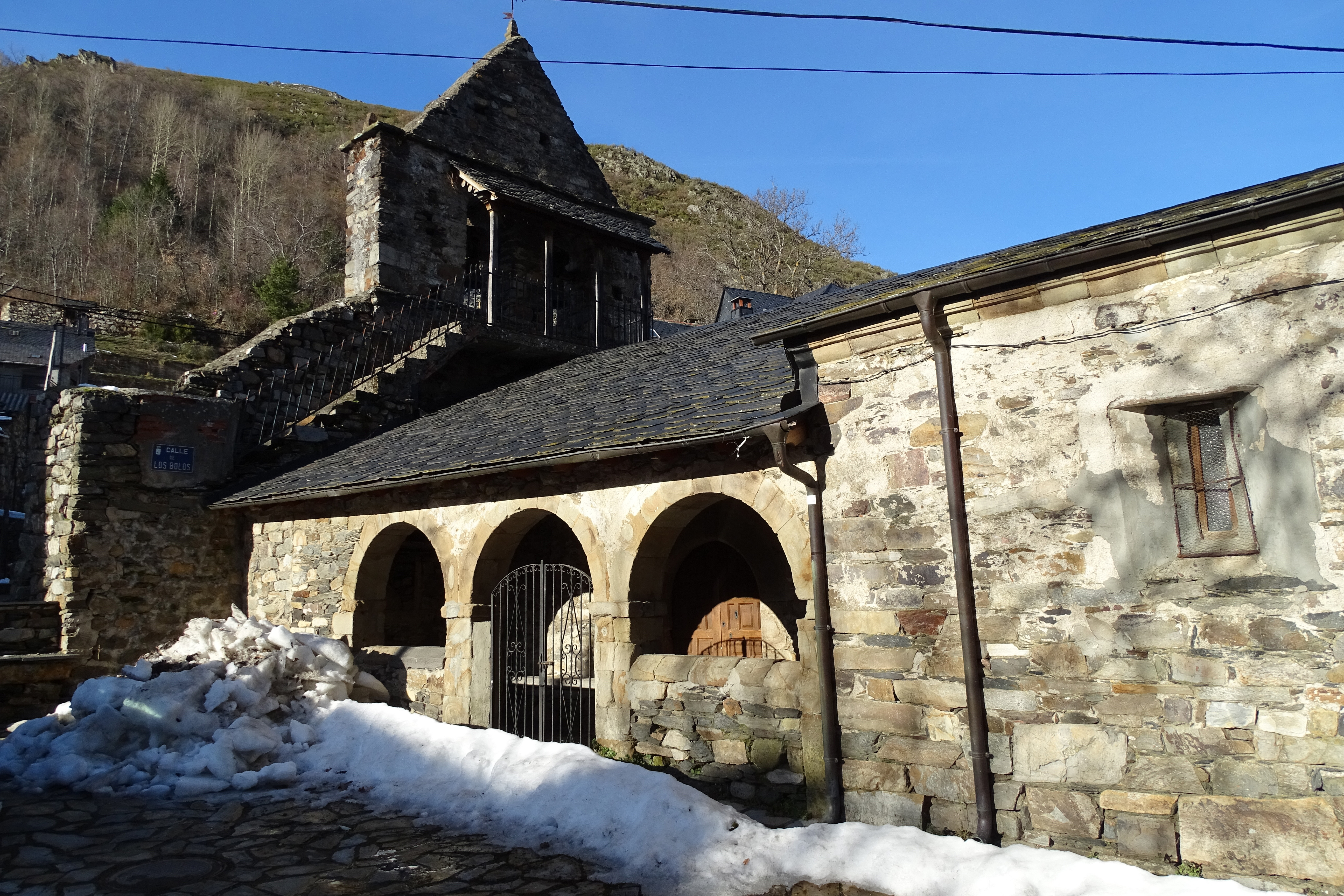
Kirche von Colinas del Campo
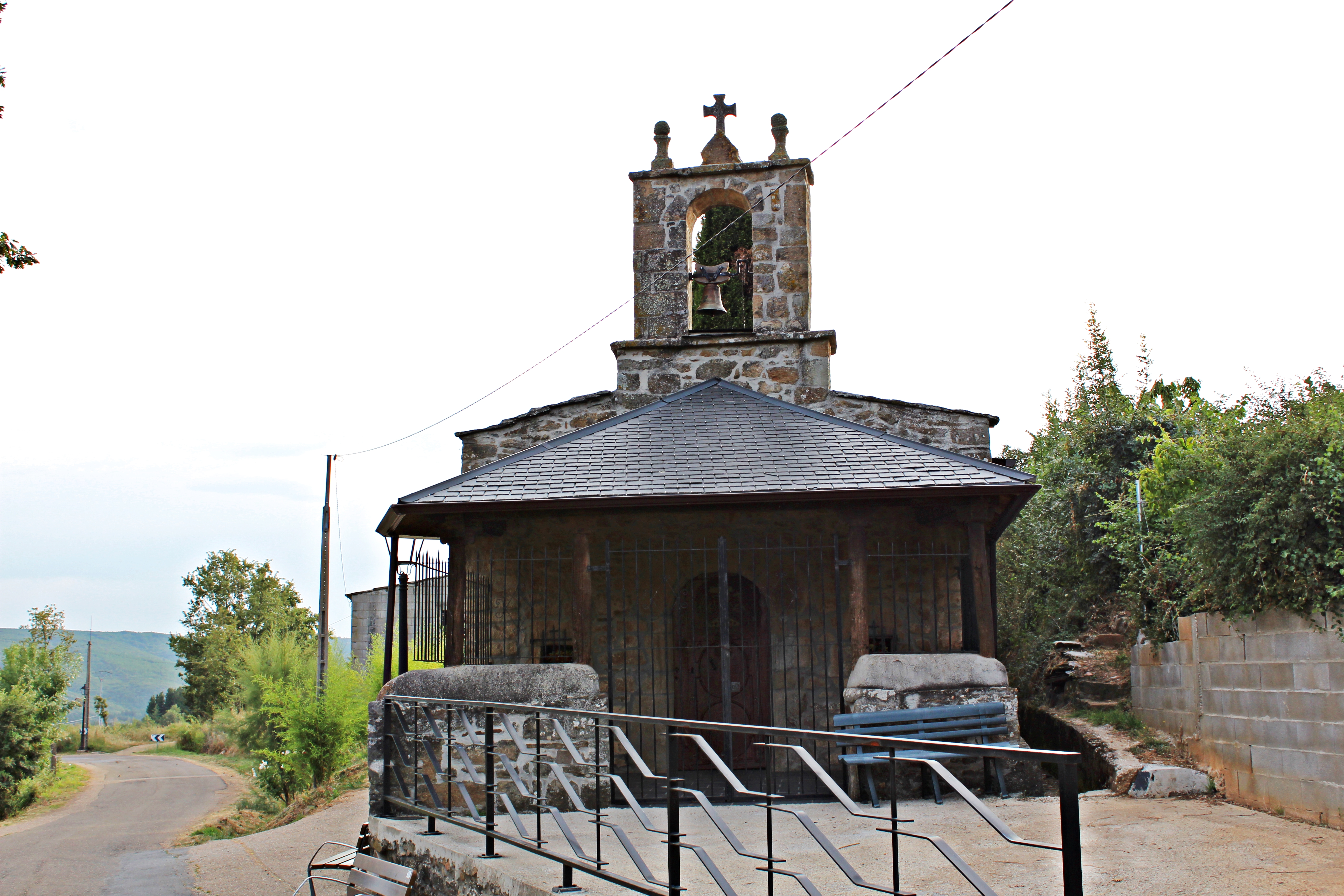
Christuskapelle